# NRW-экспресс
NRW-экспресс (RE1) (нем. NRW-Exspress) — линия пассажирского экспресса земельного значения RE1 Северного Рейна-Вестфалии (Германия). Соединяет наиболее значимые города земли (Ахен, Кёльн, Дуйсбург, Эссен, Бохум, Дортмунд и Падерборн) со столицей Дюссельдорфом. Наиболее загруженная линия, испытывающая постоянные перегрузки, поэтому поезда часто выходят из графика движения. Линия RE1 активно используется футбольными фанатами, что осложняет и без того напряжённый график движения.

## История
Появление региональных экспрессов на железных дорогах Германии было связано с оптимизацией системы движения. До этого существовали либо пригородные поезда, либо скорые. Чтобы улучшить систему сообщения было решено создать промежуточный класс поездов, передав некоторые функции скорых поездов пригородным сообщениям, одновременно уменьшив количество остановочных пунктов. Таким образом в число «региональных» вокзалов попали Бенрат и Ваттеншайд, бывшие до этого пригородными остановочными пунктами. Первоначально NRW-экспресс назывался региональной городской электричкой (RSB 1), затем городским экспрессом (SE 1) и позже стал региональным экспрессом (RE 1). Движение экспресса стало осуществляться по путям, предназначенным для скорых поездов с увеличением скорости до 160 км/час.

## Движение
Согласно расписанию, экспресс ходит ежечасно по следующим участкам:
- Ахен — Кёльн (бывшей Рейнской железнодорожной компании)
- Кёльн — Дуйсбург (бывшей Кёльнско-Минденской железнодорожной компании, CME)
- Дуйсбург — Дортмунд (бывшей Бранденбургской Горной железнодорожной компании)*
- Дортмунд — Хамм (бывшей компании CME).

На участке Хамм — Падерборн такт движения составляет 2 часа.
Наиболее загруженная часть маршрута проходит по транспортному региону VRR между Дюссельдорфом и Дортмундом.

## Будущее
Как показывает практика, NRW-экспресс не справляется с пассажироперевозками. Поэтому принято промежуточное решение увеличить в марте-августе 2011 года количество вагонов в составах с пяти до шести.
В дальнейшем, примерно с 2020 года, вся концепция региональных экспрессов будет изменена на концепцию RRX (Рейн-Рур-Экспрессы). Согласно планам, двухэтажные вагоны будут заменены одноэтажными, скорость движения возрастёт до 160 км/час. Одновременно будут ликвидированы остановки в Бенрате и Мюльхайме-на Рейне. В связи с этим жители Бенрата и окрестностей через газету Rheinische Post начали выражать протест, поскольку в Бенрате на экспресс пересаживаются многие пассажиры, приезжающие на станцию на своих автомобилях не только из Бенрата, но и из соседних городов (Хильдена, Монхайма-на Рейне).